# FC Chester
Der FC Chester (offiziell: Chester Football Club) ist ein englischer Fußballverein aus Chester, einer Stadt im Nordwesten Englands, nahe der Grenze zu Wales. Der Verein wurde 2010 als Nachfolger von Chester City gegründet.
Das Stadion des Vereins befindet sich hauptsächlich in Wales, das Spielfeld z. B. komplett, der Haupteingang ist allerdings auf englischer Seite.

## Geschichte
Der nach der Auflösung von Chester City gegründete Klub stieg 2010/11 in der achtklassigen Division One North der Northern Premier League ein und spielte ab 2013 – nach drei Aufstiegen in Folge – in der fünftklassigen Football Conference. Als Vorletzter der Saison 2017/18 stieg man nach vier Jahren wieder in die National League North ab, wo man bis heute spielt.